# Аттербери, Фрэнсис
Фрэнсис Аттербери (англ. Francis Atterbury; 6 марта 1663, Милтон-Кинс, Бакингемшир — 22 февраля 1732, Париж, Франция) — английский епископ Рочестерской епархии, проповедник, политик, писатель

, переводчик. Доктор богословия.

## Биография
Сын священнослужителя. Образование получил в Вестминстерской школе (Westminster School) и колледже Крайст-черч Оксфордского университета. Позже преподавал там. В 1676 году стал магистром Университетского колледжа в Оксфорде.
В 1682 году перевёл с латыни на английский язык «Авессалома и Ахитофела», сатиру в стихах, имевший большой успех. В 1687 году опубликовал сочинение «An Answer to some Considerations, the Spirit of Martin Luther and the Original of the Reformation».
После Славной революции Аттербери присягнул на верность новому королю Вильгельму III Оранскому. В 1687 году был рукоположен, благодаря красноречию стал одним из королевских капелланов, проповедовал в Лондоне.
После того, как протестантские течения низкой и высокой церквей разделили нацию, большая часть духовенства примкнула к высокой церкви; большинство епископов короля Вильгельма стали сторонниками терпимости. В 1701 году на общем собрании духовенства англиканской церкви Аттербери активно включился в полемику, затем выпустил несколько трактатов. Был назначен архидиаконом г. Тотнеса и получил пребенду от Эксетерского собора (Девон).
В 1704 году, после вступления на престол Анны Стюарт, Аттербери был назначен деканом Карлайлского собора. В 1711 году он стал председателем нижней палаты конвокации, затем королева избрала его в качестве главного советника по церковным вопросам и назначила настоятелем Оксфордского собора.
Во время Якобитского восстания 1715 года, Аттербери отказался подписать документ, в которой епископы провинции Кентербери заявляли о своей верности протестантам, поэтому в 1721 г. был арестован вместе с другими недовольными. В 1722 году Аттербери несколько месяцев провёл в Лондонском Тауэре, в 1722 году, когда его участие в заговоре против короля Георга I было доказано, он лишился всех духовных санов и был изгнан за пределы Британии. Поселился в Брюсселе, затем переехал в Париж, где стал влиятельной фигурой среди беженцев-якобитов. В 1728 году поселился в Монпелье, отошёл от политики и полностью посвятил себя литературе.
После его смерти в Париже, тело Аттербери было доставлено в Англию и похоронено в Вестминстерском аббатстве.
Друг Джозефа Аддисона, стоявшего у истоков английского Просвещения, Джонатана Свифта, Джона Арбетнота и Джона Гея.